# Zelotocoris
Zelotocoris is een geslacht van wantsen uit de familie van de Miridae (Blindwantsen). Het geslacht werd voor het eerst wetenschappelijk beschreven door Bertil Robert Poppius in 1921.

## Soorten
Het genus bevat de volgende soorten:

- Zelotocoris pallidus Poppius, 1921
- Zelotocoris vicosensis Carvalho & Ferreira, 1981